# Festival Au fil du son
 (avril 2013).
Si vous disposez d'ouvrages ou d'articles de référence ou si vous connaissez des sites web de qualité traitant du thème abordé ici, merci de compléter l'article en donnant les références utiles à sa vérifiabilité et en les liant à la section « Notes et références ».
 (février 2025).
Motif : Insuffisance en matière de sources secondaires centrées, indépendantes de toute démarche promotionnelle, et d'envergure nationale.  Cf WP:CAA
- Archive Wikiwix
- Bing
- Cairn
- DuckDuckGo
- E. Universalis
- Gallica
- Google
- G. Books
- G. News
- G. Scholar
- Persée
- Qwant
- (zh) Baidu
- (ru) Yandex
- (wd) trouver des œuvres sur Wikidata

| 1. | Préciser le motif de la pose du bandeau. | Précisez le motif de la pose du bandeau en utilisant la syntaxe suivante : {{admissibilité à vérifier\|date=mai 2025\|motif=remplacez ce texte par le motif}}                               |
| 2. | Informer les utilisateurs concernés.     | Pensez à avertir le créateur de l'article, par exemple, en insérant le code ci-dessous sur sa page de discussion : {{subst:avertissement admissibilité à vérifier\|Festival Au fil du son}} |

Le Festival Au fil du son est un festival français de musiques actuelles créé en 2004 à Civray,.

## Introduction
Le Festival Au fil du son se tient chaque année à l'espace François Mitterrand dans le centre-ville de Civray dans la Vienne, dans un site naturel au bord de la Charente. Civray se situe au carrefour des 4 départements de l'ex région Poitou-Charentes. L'organisation est confiée à l'association La ch'mise verte.
Fin juillet, durant trois jours, entre vingt et trente artistes se succèdent sur deux scènes, attirant plus de 30 000 personnes chaque année,. Le festival est ainsi le second, en termes de fréquentation, de l'ancienne région, derrière les Francofolies de La Rochelle. 
À l'occasion des 20 ans du festival, l'édition 2023 bat son record en attirant plus de 40 000 personnes. 

## L'association La Ch'mise verte
L'association La Ch'mise Verte a été créée en 2002 par une bande de copains du lycée André Theuriet de Civray[source insuffisante].